# Salpausselkä
Salpausselkä je rozsáhlá soustava hřbetů v jižním Finsku. Jedná se o velké přední morény, které zbyly po ustoupivším ledovci doby ledové během mladšího dryasu na břehu tehdejšího Baltského ledového jezera. Skládají se zejména z břidlice, písku a štěrku. Jsou 1 až 70 (obvykle asi 20) metrů vysoké.
První, největší a nejjižnější Salpausselkä vznikla v období před asi 12  250 až 12 050 lety. Táhne se od Hanka k Lahti, pokračuje okolo Kouvoly, Lappeenranty k jezeru Saimaa a dále po jeho jihovýchodním okraji až na hranici s Ruskem severně od Ladožského jezera. Nejvýraznější je u Lahti, kde tvoří čtyři vyšší pásy o šířce půldruhého kilometru. Na svém západním konci postupuje dále pod hladinou moře ke Švédsku.
Během dalšího chladného období před asi 11 790 až 11 590 lety se vytvořila Druhá Salpausselkä asi 15 až 25 km na sever od první. Podobně se před 10 400 až 11 300 lety vytvořila Třetí Salpausselkä, která je ale výrazná jen v jihozápadním Finsku. Později, v období před asi 11 000 až 10 900 lety se vytvořil ještě čtvrtý hřbet táhnoucí se od Jyväskylä směrem k Pori (finsky Sisä-Suomen reunamuodostuma).